# Dara-i-Pioz
Dara-i-Pioz oder auch Darai Pioz ist ein Alkaligesteinsmassiv unterhalb des gleichnamigen Gletschers in einer schwer zugänglichen Hochgebirgsregion im direkt von der Zentralregierung verwalteten Distrikt Nohijahoi tobei dschumhurij („der Republik unterstellte Gebiete“; mehr oder weniger identisch mit der historischen Region Karotegin) im nördlichen Tadschikistan. Die Moränen des gleichnamigen Gletschers sind Typlokalität für eine Vielzahl seltener, zu einem großen Teil nur hier gefundener Minerale, wodurch Dara-i-Pioz zu einem wichtigen Fundpunkt für die Spezielle Mineralogie wurde. Das Alkaligesteinsmassiv wurde nach dem 4200 m hohen Gebirgspass Dara-i-Pioz benannt – ebenso wie das dort erstmals gefundene Mineral Darapiosit.

## Name und geographische Lage
Der Name Dara-i-Pioz (russisch Дара-и-Пиоз) bzw. Darapioz, Dara Pioz oder Darai Pioz (russisch Дараи-Пиёз) bedeutet „mit Zwiebeln bewachsenes Flusstal“ oder „Zwiebelfluss“ und wurde deshalb gewählt, weil eine zwiebelartige Pflanze hier im Überfluss anzutreffen ist. Es soll sich dabei um den auch als „Stinkasant“ oder „Teufelsdreck“ bekannten Asant (Ferula assa-foetida) oder eine ähnliche Pflanze handeln. Die Pflanze entwickelt einen ziemlich starken Geruch „zwischen Zwiebel und sehr starkem Knoblauch“. Sie bildet lokal bis zu 2,5 m hohe Sträucher. Auf der Ebene von Dara-i-Pioz herrscht ferner ein eigenes Mikroklima, dem es zu verdanken ist, dass in 3000 m Seehöhe noch Birken wachsen.
Gebirgspass, Alkaligesteinsmassiv, Gletscher und der daraus entspringende Fluss, die alle vier den Namen „Dara-i-Pioz“ tragen, befinden sich im so genannten „Matschinsker Gebirgsknoten“ (russisch Матчинский горный узел) im Grenzgebiet von Tadschikistan, Kirgisistan und Usbekistan, wo die Gebirgszüge des Alaigebirges, der Turkestankette, der Serafschankette und des Hissargebirges zusammentreffen. Der Gebirgsknoten selbst bekam seinen Namen vom „Mattscha“ genannten Oberlauf des Flusses Serafschan.
Der einfachste Weg in die entlegene Hochgebirgsregion (vergleiche dazu die nebenstehenden Karten) führt von der tadschikischen Hauptstadt Duschanbe über Gharm (tadschikisch Ғарм) durch die Ebene des Surchob bis zum Kischlak Chait (tadschikisch Ҳоит). Hier verursachte das Erdbeben vom 10. Juli 1949 (Magnitude 7,4) einen Bergsturz, welcher den oberhalb des Dorfes gelegenen See Chaus-Chait traf. Durch die dadurch entstehende Mure wurde der Ort unter einer zwanzig bis dreißig Meter hohen Schicht aus Schlamm und Geröll begraben; 12.000 Bewohner fanden dabei den Tod.

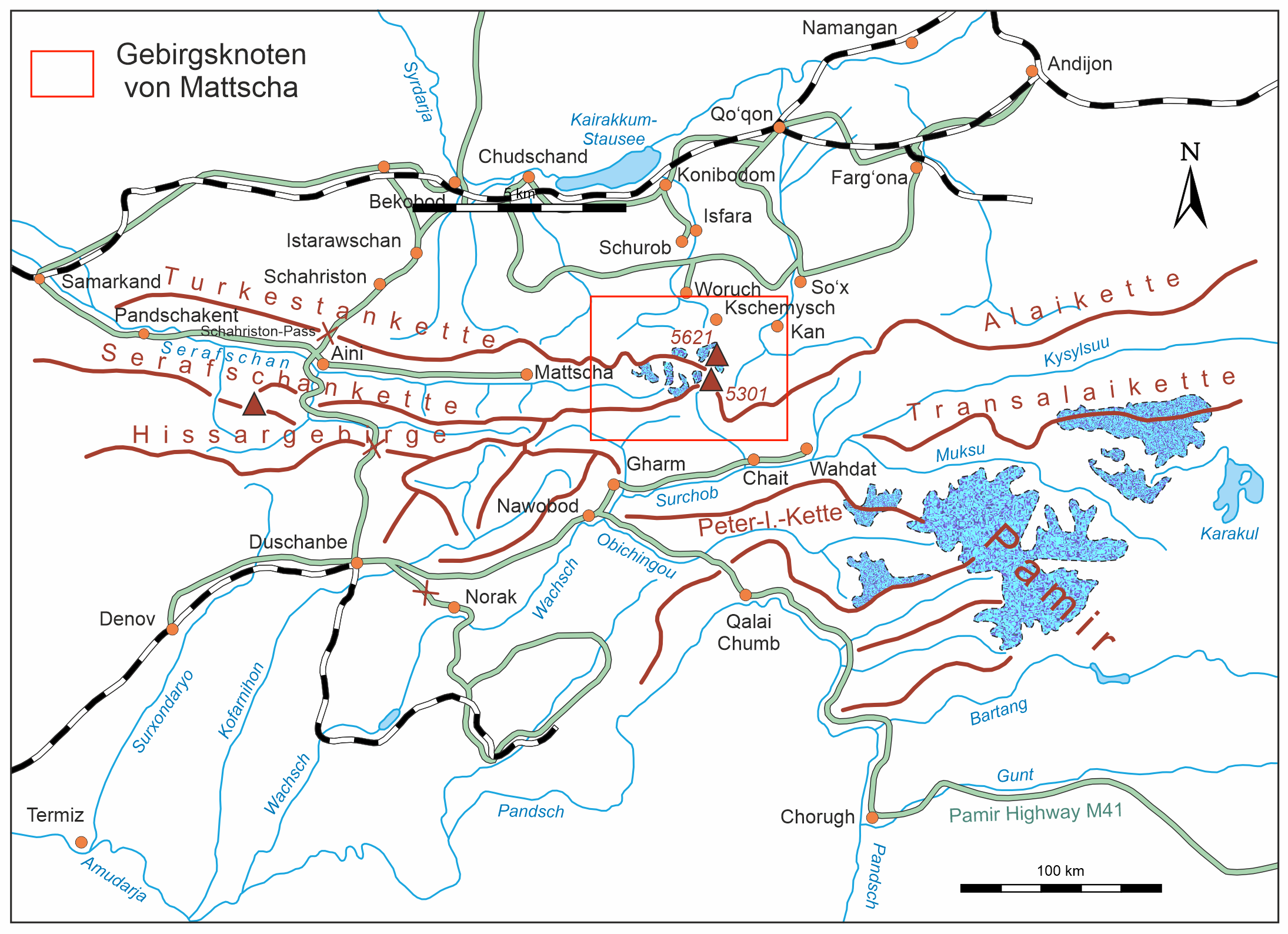
Geographischer Überblick zur Lage des Mattscha-Gebirgsknotens in Tadschikistan

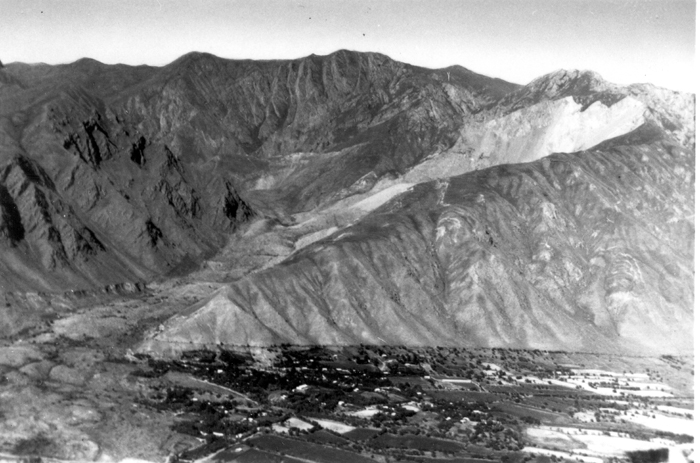
Blick auf den durch das Erdbeben von 1949 ausgelösten Erdrutsch von Chait und den zerstörten Berg Tschhochran

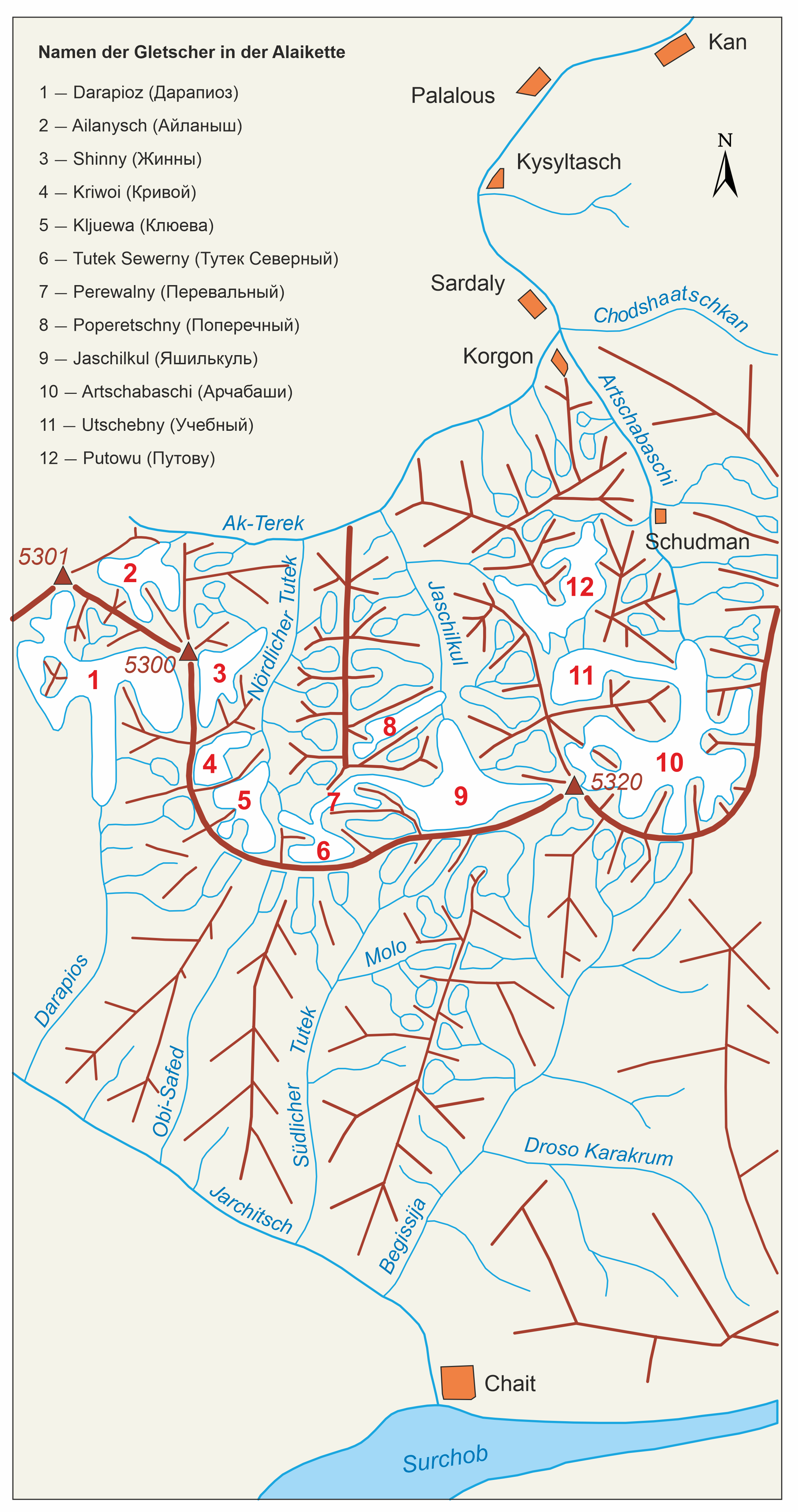
Geographischer Überblick zur zentralen Alaikette in Tadschikistan mit dem Gletscher Dara-i-Pioz

Von Chait kann man mit geländegängigen Fahrzeugen entlang des Flusses Jarchitsch bis zur Mündung des Flusses Dara-i-Pioz gelangen. Von dort führt ein Pfad durch eine 18 km lange Schlucht bis zum Rand des Gletschers, der zu Fuß oder mit leicht beladenen Pferden oder Eseln überquert werden kann. Der Gletscher besitzt eine sehr flache, zu Beginn der 1990er Jahre etwa 8 km lange, von Geröllmassen übersäte Zunge, die erst dort steil ansteigt, wo der Hauptgletscher von zahlreichen Nebengletschern gespeist wird.
Wegen seiner Abgelegenheit und schlechten Zugänglichkeit wird das Gebiet auch heute nur selten aufgesucht. Im Allgemeinen handelt es sich dann um Bergsteiger oder Geologen. In jüngerer Zeit erfolgte der Zugang per Hubschrauber. Derzeit wird vor feindlichen Akteuren in der Umgebung gewarnt.
Fotos vom Gletscher Dara-i-Pioz und seinen Moränen finden sich auf der Internetseite webmineral.ru.

## Geschichte
In den zwanziger und dreißiger Jahren des vorigen Jahrhunderts war das Gebiet die letzte Zufluchtsstätte der Basmatschi, die während des Bürgerkriegs in der Ebene des Flusses Serafschan eingekesselt und hierher zurückgedrängt worden waren. Etwa in dieser Zeit wurde das Gebiet erstmals von Geologen, Teilnehmern der berühmten Deutsch-Sowjetischen Alai-Pamir-Expedition von 1928, erkundet. Als Hauptaufgabe der Nachkriegsexpedition wurde festgelegt, die Gebirge des heutigen Tadschikistan und Kirgistan so genau und umfassend als möglich topographisch und geologisch zu erforschen. Sie überquerten den Dara-i-Pioz-Pass von der Seite des Flusses Serafschan. Die ca. 10 km lange Gletscherzunge mit ihren Moränen konnte ebenso wenig wie steile Bergschluchten mit nahezu senkrechten Wänden, Steinschlag und Lawinen verhindern, dass die Geologen gleich zu Beginn, wie im Expeditionstagebuch nachzulesen ist, „Vorkommen von ungewöhnlichen und nicht näher bestimmbaren Mineralen“ fanden. Die ersten Daten zur geologischen Struktur der Region sowie zur Petrographie und Mineralogie des Massivs wurden im Verlauf der „Tadschikisch-Pamirischen Expedition“ von 1935 gewonnen. Der sowjetische Geologe Alexander Weniaminowitsch Moskwin (russisch Александр Вениаминович Москвин) (1897–1974), Teilnehmer der Expedition und später Namenspatron für das Mineral Moskvinit-(Y), war damit auch der erste, der das Alkaligesteinsmassiv Dara-i-Pioz als solches erkannte.
Die seit 1928 bekannten „ungewöhnlichen Minerale“ wurden seit dem Beginn der 1960er Jahre von den tadschikischen Geologen Wjatscheslaw Djurajewitsch Dusmatow (russisch Вячеслав Джураевич Дусматов) und V. Ju. Alchasow (russisch В.Ю. Алхазов) untersucht, wodurch es hier zum Erstfund von Stillwellit (heute Stillwellit-(Ce)) für das Gebiet der ehemaligen Sowjetunion kam. In der Folge entstanden die wissenschaftlichen Erstbeschreibungen der Minerale Tienshanit (russisch Тяньшанит), Sogdianit (russisch Согдианит), Tadzhikit (russisch Таджикит, heute Tadzhikit-(Ce)), Caesium-Kupletskit (russisch Цезийкуплетскит, heute Kupletskit-(Cs)), Darapiosit (russisch Дарапиозит) und Baratovit (russisch Баратовит). Später trugen vor allem Leonid A. Pautow (russisch Леонид А. Паутов) und Atali A. Agachanow (russisch Атали Акмурадович Агаханов) vom nach A. J. Fersman benannten Mineralogischen Museum in Moskau dazu bei, die Zahl der Erstbeschreibungen aus dem Alkaligesteinsmassiv Dara-i-Pioz zu erhöhen. Von Dimitri I. Belakowski (russisch Дмитрий И. Белаковский) stammt die einzige deutschsprachige Zusammenfassung zur Geologie und Mineralogie des Alkaligesteinsmassivs. Nach wie vor ist das Gebiet vor allem aufgrund seiner schwierigen Erreichbarkeit nur ungenügend erforscht.

## Geologie

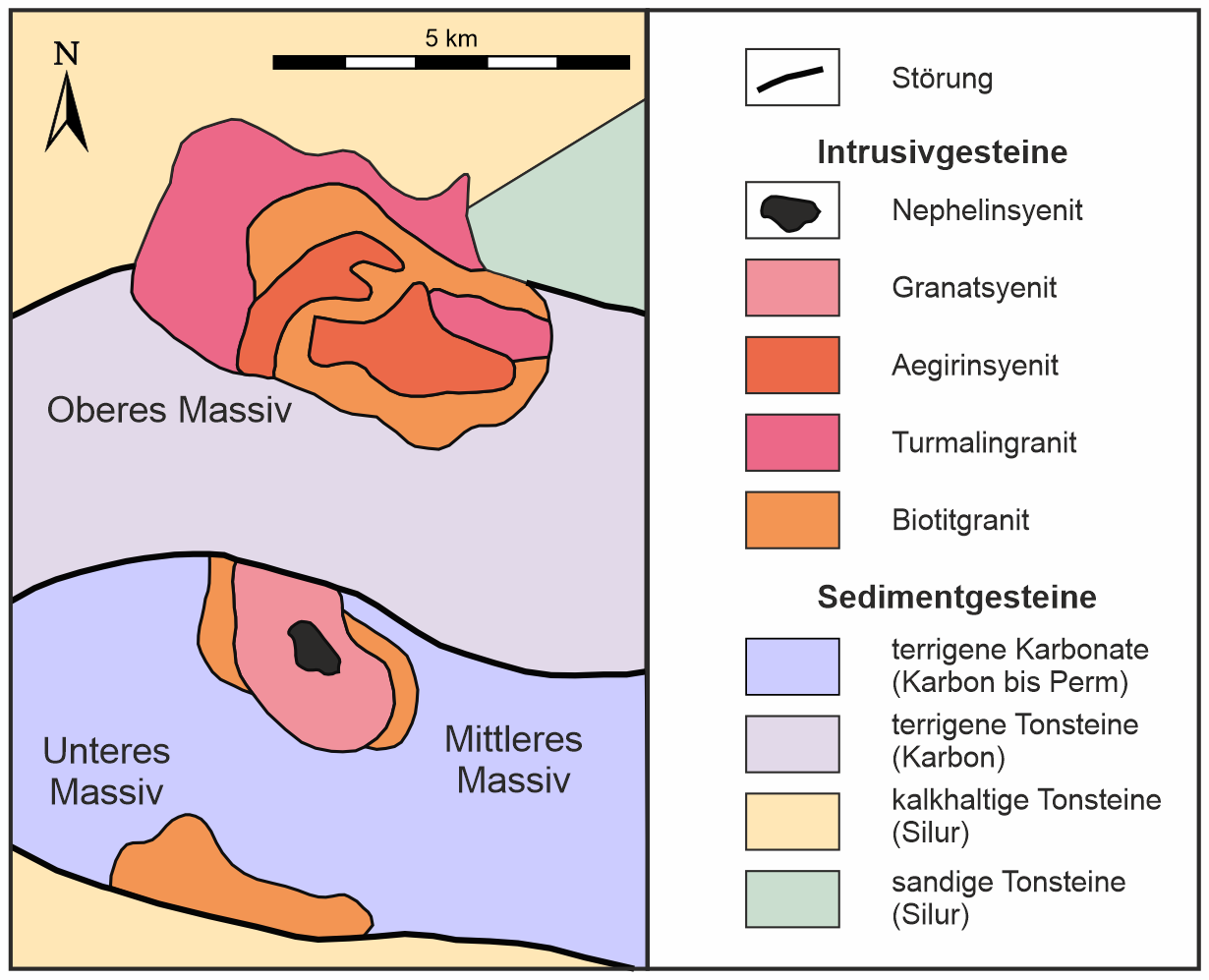
Geologische Prinzipskizze des Alkaligesteinsmassivs von Dara-i-Pioz

Das Alkaligesteinsmassiv Dara-i-Pioz besteht aus zwei verschiedenen, aus mehreren Phasen aufgebauten Intrusionen (vergleiche dazu die nebenstehende Prinzipskizze). Diese als „Oberes Massiv“ und „Mittleres Massiv“ bezeichneten, ringförmigen Intrusionen besitzen eine Gesamtfläche von etwa 25 km². Das Obere Massiv bildet eine kreisförmige Struktur mit einer Fläche von 16 km², das mittlere Massiv stellt hingegen einen ovalen Körper mit einer Fläche von 9,5 km² dar.
Der äußere Teil des „Oberen Massivs“ besteht aus turmalinhaltigen Graniten. Zum Zentrum des Massives hin existiert ein diskontinuierlicher Ring aus Biotit-Graniten, die stellenweise in Granosyenite und Alkaligranite übergehen, während der innere Kern aus Quarzsyeniten und Aegirin-Syeniten aufgebaut ist. Zu den Ganggesteinen gehören mineralogisch komplexe Granitpegmatite, die Turmalin enthalten, und Alkalipegmatite; erstere treten mit den Graniten und den Nebengesteinen auf, letztere mit den Graniten und Syeniten. Die Pegmatite sind wahrscheinlich metasomatischen Ursprungs und vermutlich das Ergebnis von zwei großen Metasomatose-Ereignissen, der Albitisierung und der Carbonatisierung. Die bis zu 100 m mächtigen metasomatischen Einheiten bildeten sich vorwiegend innerhalb der alkalischen Intrusionen und sind wahrscheinlich auf Störungszonen beschränkt. Die metasomatischen Gesteine weisen diffuse Kontakte mit den Granitoiden auf und werden von alkalischen Pegmatiten der Gruppe 2 im Sinne von Edward S. Grew und Kollegen durchzogen. Diese Art von Pegmatiten enthält die größte Vielfalt an seltenen, mit Seltenerdelementen (SEE), Zirkonium, Lithium, Beryllium, Bor und Barium angereicherten Mineralen.
Die Intrusion des „Mittleren Massivs“ weist am Rand einen schmalen Ring aus normalen Graniten auf, die gelegentlich in Granosyenite und peralkalische Granite (Alkaligranite) übergehen; dann folgen Alkalisyenite, unter denen Aegirin-Granat-Varietäten vorherrschen, während das Zentrum aus Granat-führendem Nephelinsyenit besteht. Alle Syenite in der Intrusion sind stellenweise albitisiert, epidotisiert und zeolithisiert. Bei den Nebengesteinen handelt es sich um terrigene Karbonatgesteine. Die Granite in den äußeren Zonen dieser Intrusionen sind etwas älter (180–190 Ma) als die Syenite (150–160 Ma).
Die oben erwähnten Metasomatite finden sich in den borreichsten Zonen der Granitoide, was auch die in ihnen auftretenden Minerale Datolith und Danburit zeigen. Wie in den Granitoiden finden sich auch in den Metasomatiten ganze Serien unterschiedlich gearteter, vorwiegend alkalischer Pegmatite mit einer Mächtigkeit von wenigen Zentimetern bis hin zu einigen Metern. Es überwiegen alkalische Quarz-Mikroklin-Aegirin-Pegmatite. Ein Teil der Pegmatite ist anscheinend mit den Granitoiden verbunden, ein anderer Teil wahrscheinlich mit alkalischen Intrusionen. In der Nähe des Gletschers traf man auf Bruchstücke typischer miaskitischer Nephelin-Aegirin-Feldspat-Pegmatite, die wahrscheinlich aus Alkaligesteinsintrusionen stammen, die im Gebiet an der Oberfläche nicht angeschnittenen sind. Eine solche Intrusion ist aus der benachbarten Tutek-Ebene, ca. 15 km vom Dara-i-Pioz-Gletscher entfernt, bekannt.
In den Schuttmassen auf dem Gletscher lassen sich fast alle Gesteine des Massivs identifizieren. Die Geröllschicht erreicht an manchen Stellen Mächtigkeiten bis zu 4 m. Die monotone Zusammensetzung der Moräne im linken Teil des Gletschers aus verwitterten Schiefern mit dunkler Farbe kontrastiert stark mit der ausgesprochen bunten Moräne am rechten Rand der Schlucht, wo alle anderen Gesteine in wild durcheinander gemischten Gesteinsbruchstücken auftreten.
An den weniger steilen Hängen der Schlucht sind an einzelnen Stellen Reste der alten Moräne in Form kleiner Terrassen erhalten geblieben, die vom jetzigen Gletscher erodiert werden. Die obere Schicht dieser Moräne liegt im Mittel 50 m bis 60 m oberhalb der jetzigen Moräne. Der größte dieser Reste findet sich im Bereich des Zusammenflusses des Hauptgletschers und des Gletschers der Schlucht Lednikowy. Genau von hier stammen die Quarzbrocken mit einer der interessantesten Paragenesen von Dara-i-Pioz. Sie zeugen von früheren Perioden, in denen ein Teil der Pegmatite völlig abgetragen wurde.
Im Alkaligesteinsmassiv von Dara-i-Pioz wurden ferner Karbonatite mit hauptsächlich calcitischer Zusammensetzung nachgewiesen. Im Vergleich zu anderen Karbonatiten weisen sie geringere Gehalte an Fe, Mg, Ti, Sr, Ba, Mn, P, SEE, Zr, Nb, Ta und anderen Elementen auf, aber höhere Gehalte an Rb, Cs, Al, Si, Na und K. Die Dara-i-Pioz-Karbonatite zeichnen sich jedoch durch typische Karbonatit-Merkmale aus, wie das deutliche Überwiegen von leichten SEE gegenüber schweren SEE und hohe La/Yb- sowie Sr/Ba-Verhältnisse.
Es existieren zwei Karbonatitgenerationen. Die frühen Karbonatite sind weit verbreitet und wurden sowohl in magmatischen Gesteinen (Syeniten und Granosyeniten) als auch in sedimentär-metamorphen Gesteinen des oberen Paläozoikum (Schiefer, Sandsteine, Konglomerate, Quarzite mit Linsen und Einschaltungen von Kalksteinen) nachgewiesen. Frühe Karbonatite, die sich unter magmatischen Gesteinen entwickelt haben, sitzen in einem System von kleinen und kurzen Klüften und bilden dort typischerweise linear verlängerte Körper (Gängchen, Stringer und Linsen) mit Mächtigkeiten von maximal 2,2 m. Ihre Ausdehnung variiert von wenigen bis zu mehreren zehner Metern. Die Karbonatite besitzen scharfe und lineare Kontakte mit dem Nebengestein, ohne tektonische Brekziierung. Die Kontaktzone der Gänge sowie das Nebengestein zeigen keine Spuren von thermischen Einwirkungen und Nebengesteinsalterationen.
Späte Karbonatite sind nur in begrenztem Umfang vorhanden und bilden durch das Nebengestein setzende Gänge und Körper von unregelmäßiger Form. Diese Gänge sind in der Regel kurz, bis maximal 5 cm mächtig und durch Spaltenzonen begrenzt. Darüber hinaus bilden sie Taschen und Linsen in den frühen Karbonatitkörpern und führen bis 1,0 cm große Xenolithe letzterer. Die Fragmente liegen hauptsächlich parallel zum Kontakt des Karbonatitkörpers. Späte Karbonatite besitzen eine dunkelbraune Farbe. Das Gestein ist fein- bis mittelkörnig, nahezu monokarbonatisch, mit massigem Gefüge, xenomorphen Verwachsungen aus maximal 2 mm großen Karbonatkristallen und einzelnen Körnern zugehöriger Minerale, hauptsächlich Apatit.

## Mineralisationen
Die Mineralparagenesen von Dara-i-Pioz kann man hinsichtlich ihrer Muttergesteine in drei Grundtypen unterteilen: Granitoide, Metasomatite und Pegmatitmineralisationen.

### Granitoide
Bei den Granitoiden handelt es sich entsprechend ihrer Zusammensetzung um subalkalische, albitisierte und mikroklinisierte sowie mit Bor angereicherte Granodiorite. Die akzessorischen Minerale Turmalin und Axinit treten am konzentriertesten in rundlichen Schlieren zusammen mit bedeutenden Mengen von Pyroxen auf. Der Quarz ist in diesen Schlieren gewöhnlich rosa gefärbt.

### Metasomatite

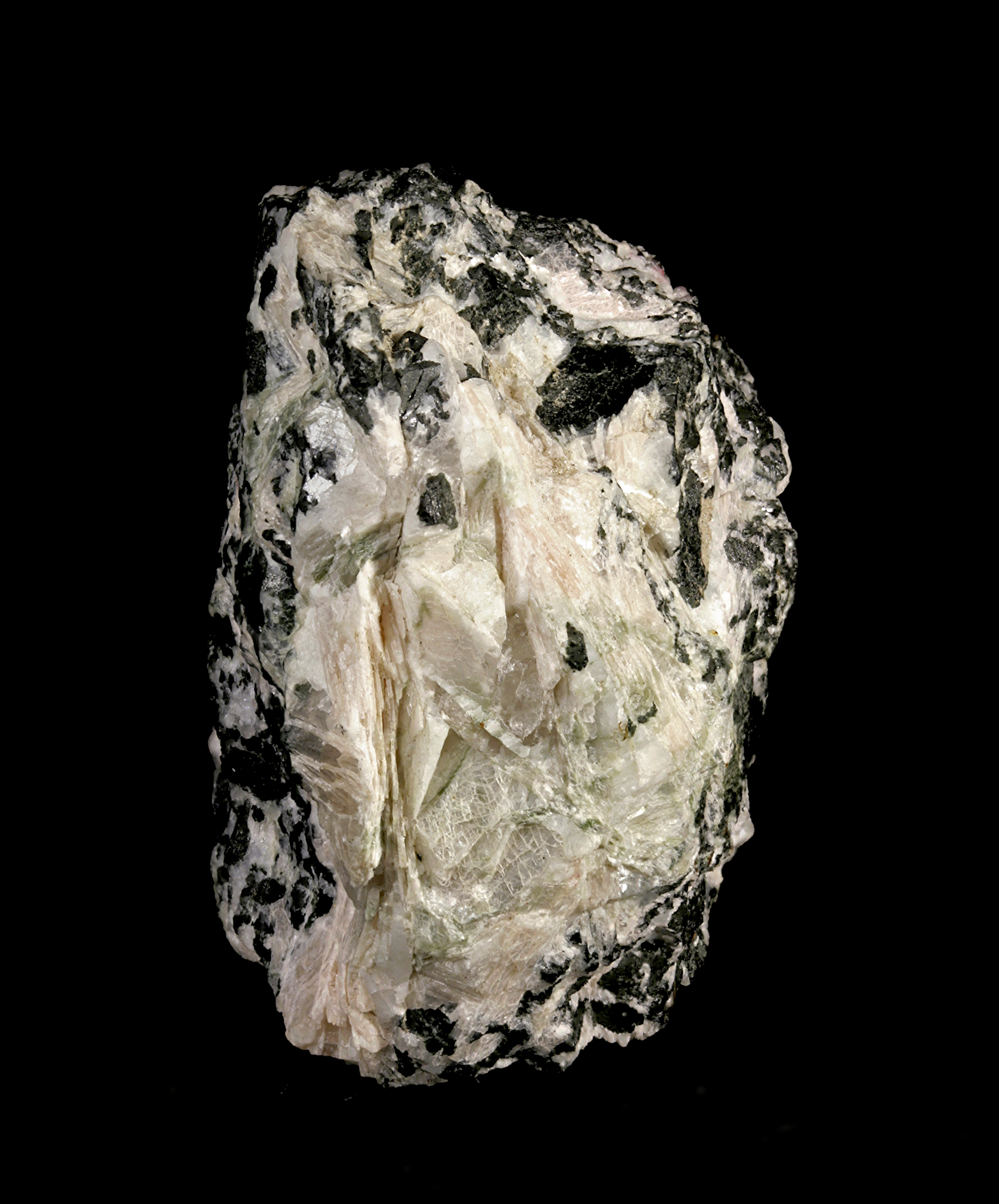
Rosa gefärbter, plättchenförmiger Baratovit von Dara-i-Pioz mit einigen gelblichen und grünlichen Bereichen (Größe: 2,5 × 4,0 × 3,5 cm)

Die Metasomatite treten im Wesentlichen als grobkörnige Gesteine mit unregelmäßiger Verteilung der hellen und dunklen Gemengteile auf. Sie enthalten Aggregate aus dunkelgrünen bis schwarzen Pyroxenen (Aegirin–Diopsid), blassgrüne Mikroklin-Aggregate sowie feinkörnige Albit-Aggregate. Quarz bildet einzelne Körner und kleine Kornanhäufungen. Neben diesen Hauptmineralen werden in der beschriebenen Paragenese immer wieder die folgenden Minerale angetroffen: Wollastonit, Pektolith, Agrellit (sehr grobkörnige, säulige Bindungen von grünlicher Farbe), Miserit, Baratovit, Turkestanit, Datolith und Danburit.
Metasomatische Gesteine des Alkaligesteinskomplexes Dara-i-Pioz enthalten eine große Vielfalt seltener Silicate, die mit Lithium, Bor, Fluor und inkompatiblen Elementen angereichert sind. Ein solches metasomatisches „Quarz-Albit-Aegirin-Gestein“ aus der oberen Darai-Pioz-Intrusion wird von Ekaterina P. Reguir und Kollegen beschrieben. Die enorme mineralogische und texturelle Komplexität deutet darauf hin, dass dieses Gestein eine Überprägung durch zwei oder drei verschiedene hydrothermal-metasomatische Ereignisse erfahren hat. Das Quarz-Albit-Aegirin-Gestein besitzt eine ungleichkörnige Textur und – aufgrund des Vorhandenseins von feinkörnigem Albit bzw. plattigem Baratovit – ein zuckerartiges oder glimmerartiges Aussehen. Der Farbindex und die makroskopische Farbe des Gesteins variieren auf kleinem Raum dramatisch und werden weitgehend von dem relativen Anteil an grünlich-schwarzem Klinopyroxen, rosa Miserit und weißem Albit, Quarz und Baratovit bestimmt. Fragmentierung, Bruch und Verbiegung von Mineralkörnern, grobkörnige Zwillingsbildung, gekrümmte Spaltbarkeit und eine bei den meisten gesteinsbildenden Mineralen beobachtete undulöse Auslöschung legen nahe, dass das Gestein bei deutlichen Gebirgsspannungen, möglicherweise in einer aktiven Verwerfungszone, gebildet wurde.
Das Gestein wird als Produkt der metasomatischen Alteration eines alkalischen Syenits interpretiert – der Großteil seiner mineralischen Bestandteile (Aegirin–Hedenbergit, Albit, Mikroklin und Fluorapatit) bildete sich während eines Albitisierungsereignisses. Zu den ungewöhnlichen Kalium-Calcium-Silicaten, die in dieser Phase kristallisierten, gehören Baratovit (siehe das nebenstehende Foto), Miserit und Turkestanit. Sr-haltiger Calcit tritt erst nach der Albitisierung auf und könnte Ausdruck eines bestimmten Metasomatose-Ereignisses (Carbonatisierung) sein. Die auffälligen deformationsbedingten Merkmale von Klinopyroxen, Quarz, Baratovit, Miserit, Mikroklin und Calcit deuten darauf hin, dass das Gestein in den späten Kristallisationsphasen deformiert wurde. Die deformationsbedingte Zerklüftung des Gesteins erleichterte die Zirkulation eines relativ niedrig temperierten Fluids, das mit Bor, Fluor, Titan und inkompatiblen Elementen angereichert war und zur Abscheidung von Datolith, Fluorit, Quarz und einer Vielfalt seltener Minerale mit SEE, Barium, Zirkonium, Zinn, Hafnium und Niob führten. Die SEE konzentrieren sich vorwiegend in den Borsilikaten Tadzhikit-(Ce) und Stillwellit-(Ce). Die Elemente mit hohen Ionenvalenzen wie Zr, Hf und Nb sowie Ti sind in Titanit, Bazirit und Zirkon konzentriert. Das mit Bor und Fluor angereicherte Fluid könnte aus alkalischen Pegmatiten stammen, welche durch die Metasomatite setzen und eine ähnliche Assoziation seltener Minerale enthalten.

### Pegmatite
Die Pegmatite können in drei Gruppen eingeteilt werden. Zur ersten gehören Pegmatite, die an die Granitoide gebunden sind. Die zweite Gruppe enthält Pegmatite, deren Ursprungsgestein nicht bekannt ist, während in der dritten Gruppe die Pegmatite zusammengefasst sind, die nur in Form von Gesteinsbruchstücken (Brocken) in der Moräne, nicht aber im Gesteinsverband gefunden werden konnten.
- Gruppe I:
  - 1. Quarz-Mikroklin-Pegmatite mit Astrophyllit. Sie sind in Graniten eingelagert und haben eine Mächtigkeit von bis zu einigen Zentimetern.
  - 2. Pegmatite mit grobkristallinem Schörl und Rosenquarz. Letzterer kann Korngrößen bis über 10 cm erreichen.
- Gruppe II:
  - 1. Aegirin-Mikroklin-Quarz-Pegmatite mit Turkestanit. Hierbei handelt es sich um Gänge bis zu einigen Metern Mächtigkeit, die die Granitoide durchziehen. Sie enthalten im Quarz eingewachsen bis 15 cm große Aegirin-Kristalle. Der Quarz dominiert. In der Nähe der Kontaktzone finden sich Turkestanit-Kristalle bis 2 cm Länge.
  - 2. Aegirin-Quarz-Mikroklin-Pegmatite mit Hejtmanit und Zektzerit. Die Mächtigkeit der Pegmatitgänge variiert von 20 cm bis zu einigen Metern in den Graniten. Neben den bereits genannten Mineralen findet man noch Astrophyllit, Cleiophan (weißer Sphalerit), Galenit und Datolith.
  - 3. Quarz-Aegirin-Mikroklin-Pegmatite mit Neptunit und Zektzerit. Sie finden sich gewöhnlich in Graniten in der Nähe des Kontaktes zu den Metasomatiten. Die Mächtigkeit kann einige Meter erreichen.
  - 4. Quarz-Aegirin-Mikroklin-Pegmatite mit Miserit. In Graniten mit ausgeprägten Kontakten finden sich bis zu einige Meter mächtige Pegmatitgänge mit besonders vielfältiger Mineralführung. In diesen Pegmatiten trifft man fast alle Minerale von Dara-i-Pioz an. Zu den interessantesten Funden aus diesen Gängen zählen große Stillwellit-(Ce)-Kristalle, Sogdianit, Tadzhikit-(Ce)-Kristalle sowie Kupletskit-(Cs).
- Gruppe III:
  - Quarzkerne. Hierbei handelt es sich um ziemlich selten anzutreffende, immer abgerollte Brocken körnigen Quarzes von bis zu 1,5 m Durchmesser, die in der Regel aber nicht größer als 20–50 cm werden. In diesen Brocken trifft man hauptsächlich auf Kristalle von Aegirin, Mikroklin, Polylithionit, Stillwellit-(Ce), Turkestanit, Leukosphenit sowie auch Reedmergnerit, Darapiosit, Eudialyt, Pektolith, Pyrochlor, Sogdianit, Calcit und andere. Wahrscheinlich sind diese Brocken Teile zerbrochener Quarzkerne von Pegmatiten des Typs II-4, da sie fast das gleiche Spektrum an Mineralen enthalten, allerdings in umkristallisierter Form. Die Kristalle der Minerale aus den Quarzkernen sind ausnahmslos von leuchtenderer Farbe und besserer Qualität in der Flächenausbildung als die gleichen Minerale in den II-4-Pegmatiten. Die Pegmatite, aus denen die Quarzbrocken stammen, sind offensichtlich durch Erosion vollständig zerstört worden.
  - Früher fand man Brocken von Feldspatpegmatiten mit reichlich schuppigen Aggregaten von Kupletskit-(Cs), an die auch Tienshanit sowie ein dem Hyalotekit ähnliches Bleisilikat gebunden sind.
  - Einige Male wurden Brocken gefunden, die aus Mikroklin und äußerst grobkristallinem Reedmergnerit bestehen. Hier traf man auch Eudialyt und dem Darapiosit nahestehende Minerale der Milarit-Osumilith-Gruppe an.

Der Pegmatit, der die Typlokalität des Moskvinit-(Y) bildet, ist ein leukokrates, riesenkörniges Gestein, in dem Reedmergnerit mindestens 80 % des Volumens ausmacht. Reedmergnerit ist durch große durchscheinende, kräftig orange gefärbte Körner vertreten. Eingesprengte große Aggregate aus stark manganhaltigem Pektolith und wenige Körner von satt violett gefärbtem, bleihaltigem Eudialyt heben sich deutlich vom hellen Gestein ab. Mikroklin, Polylithionit, Aegirin, Albit, Telyushenkoit, Kentbrooksit, Shibkovit, Nordit-(Ce), Leukophan, Hyalothekit, Calcit und Quarz sind im Gestein in untergeordneten Mengen vorhanden. Moskvinit-(Y) wurde hier in Form einzelner isometrischer, maximal 2 mm großer Körnerzwischen Reedmergnerit, Shibkovit, Telyushenkoit und einem weiteren Yttrium-Silicat gefunden.

## Minerale
Von den Moränen des Gletschers Dara-i-Pioz sind bis heute (Oktober 2023) 147 Minerale bekannt. Für 43 dieser Minerale ist Dara-i-Pioz die Typlokalität bzw. der weltweite Erstfundort. Damit steht Dara-i-Pioz auf Platz 6 der Lokalitäten mit den meisten Typmineralen weltweit – hinter Långban im gleichnamigen Erzfeld, Filipstad, Värmlands län, Schweden; der „Tsumeb Mine“ bei Tsumeb, Region Oshikoto, Namibia; dem Steinbruch „Poudrette Quarry“, Mont Saint-Hilaire, regionale Grafschaftsgemeinde La Vallée-du-Richelieu, Montérégie, Québec, Kanada; der Fumarole „Arsenatnaya“ am zweiten Schlackenkegel des nördlichen Ausbruchs der großen Spalteneruption im Vulkanfeld des Tolbatschik, Rajon Milkowo, Region Kamtschatka, Föderationskreis Ferner Osten, Russland; und der „Grube Lengenbach“, Fäld, Binn, Bezirk Goms, Kanton Wallis, Schweiz.

Minerale aus Dara-i-Pioz
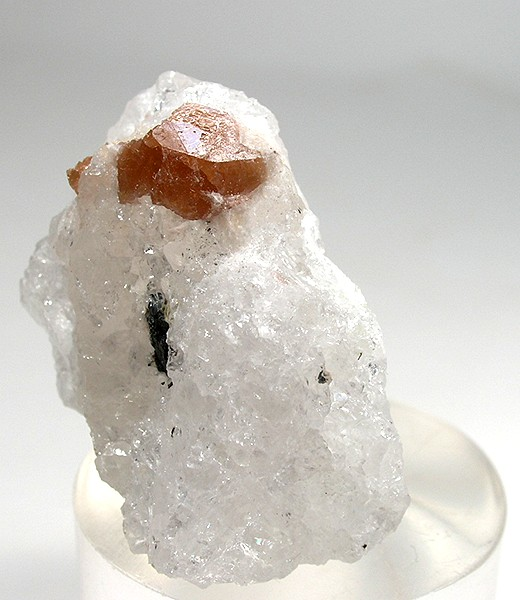
Stillwellit-(Ce)
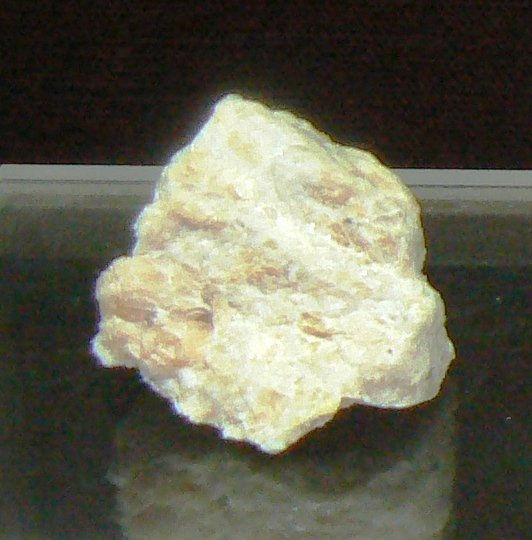
Reedmergnerit
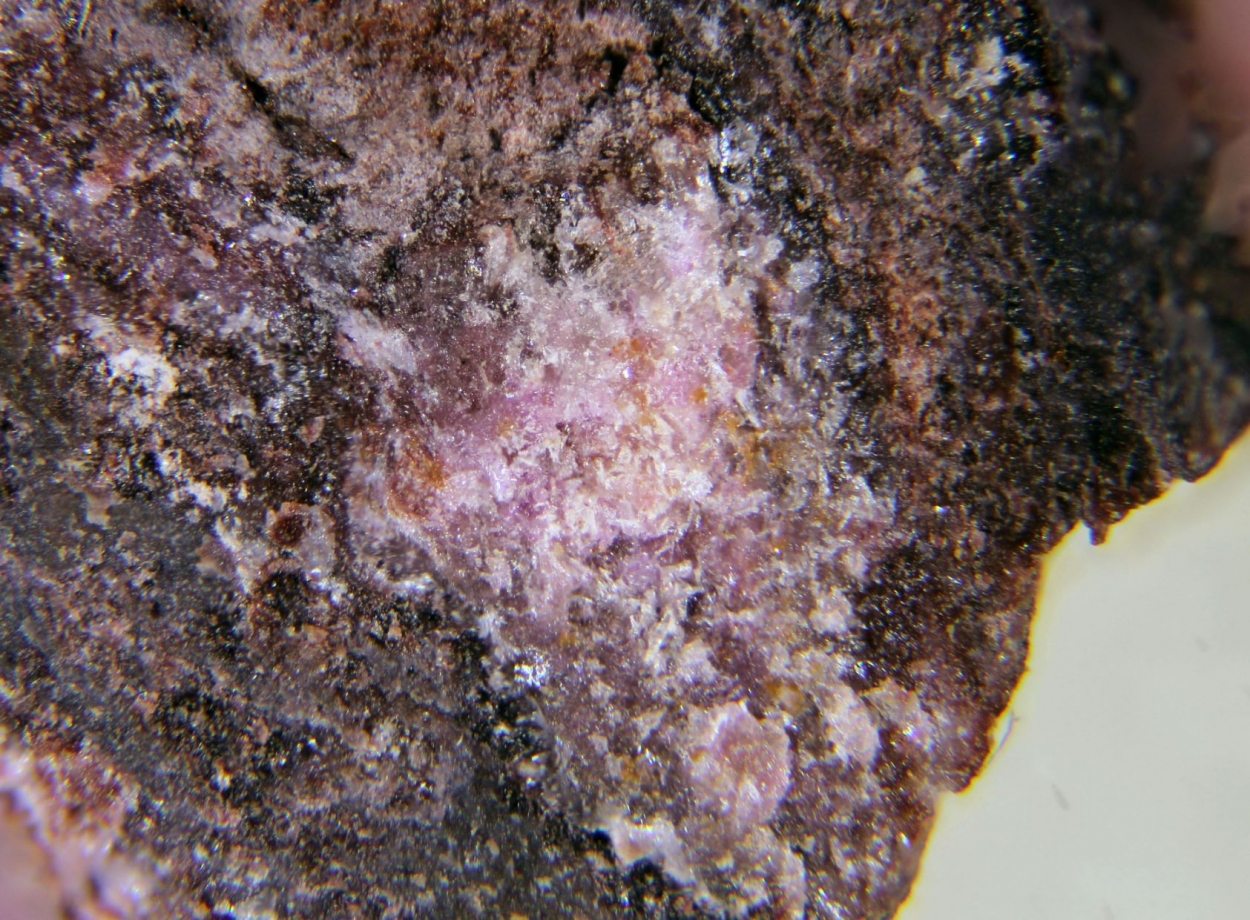
Darapiosit
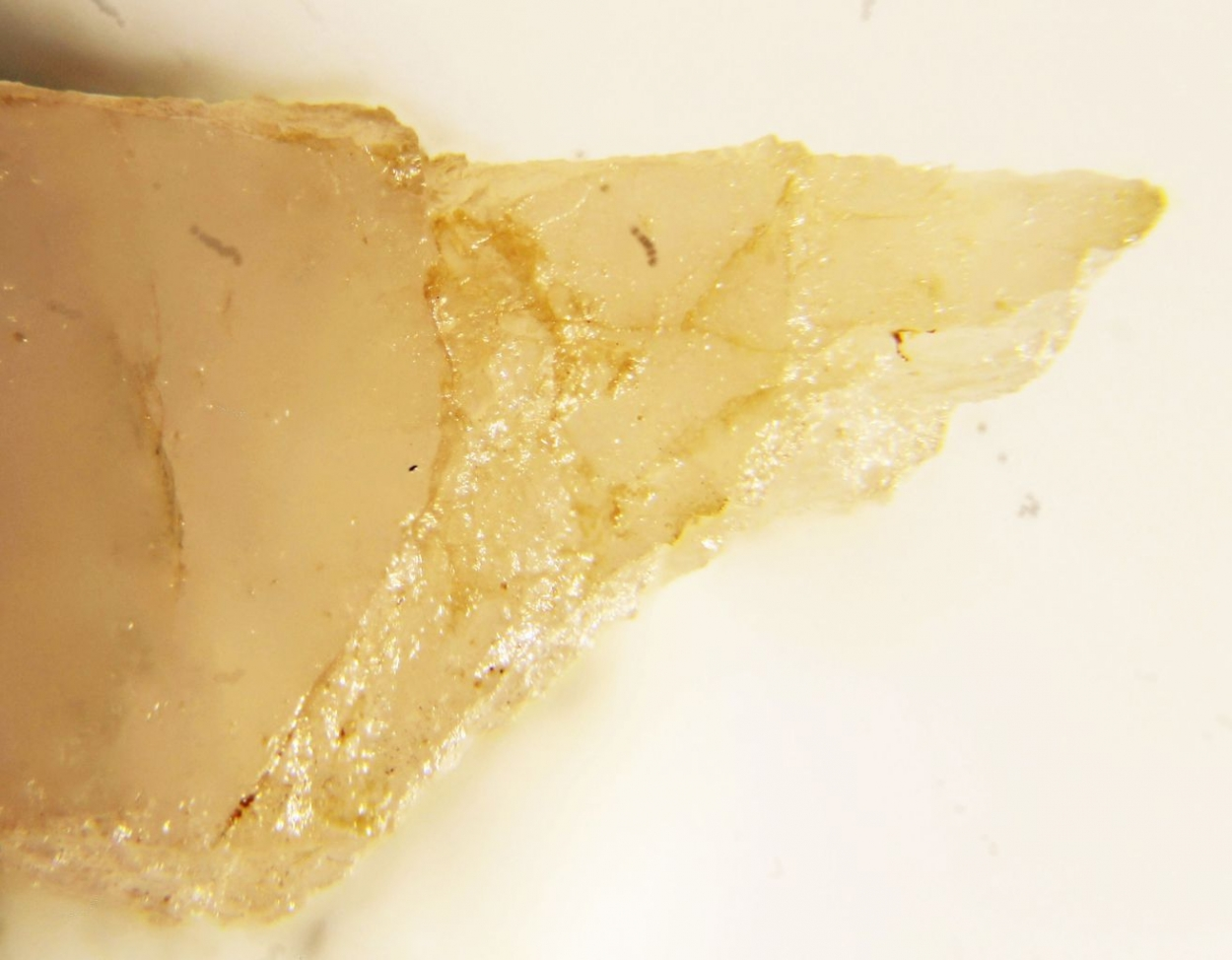
Sogdianit
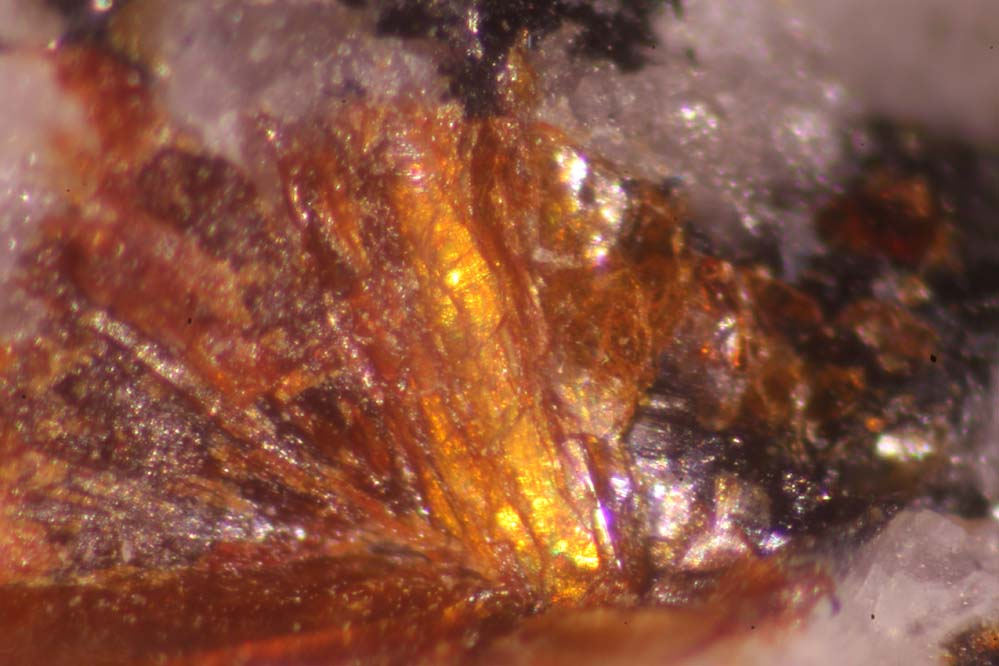
Hejtmanit
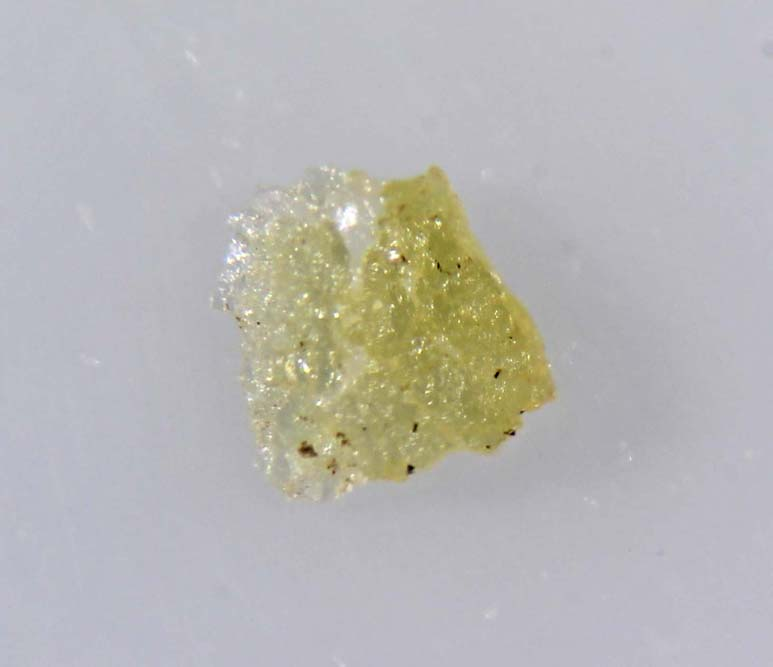
Tienshanit
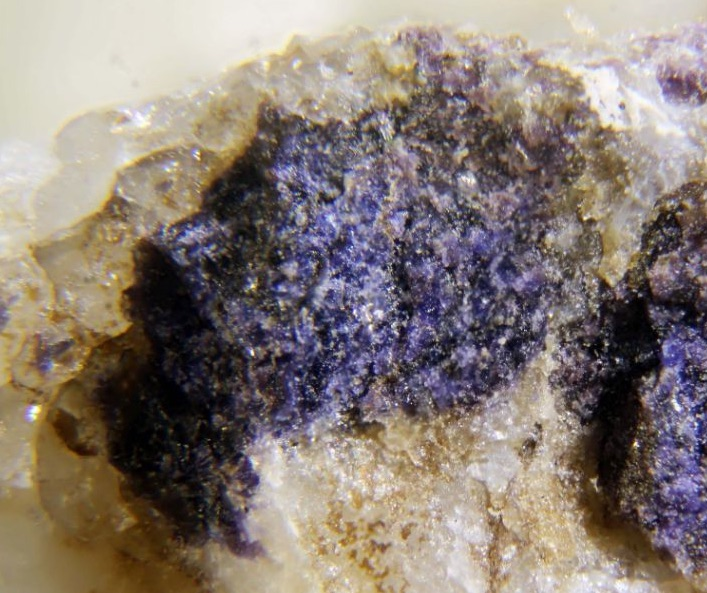
Dusmatovit
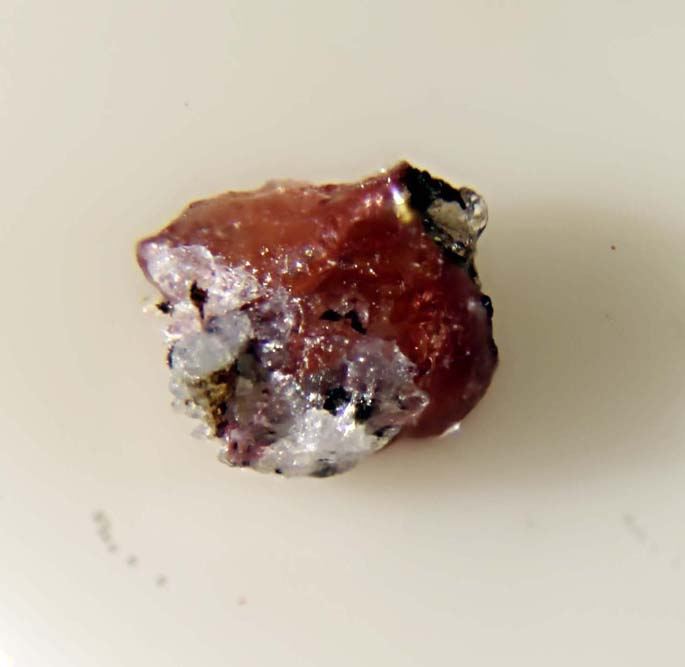
Yusupovit
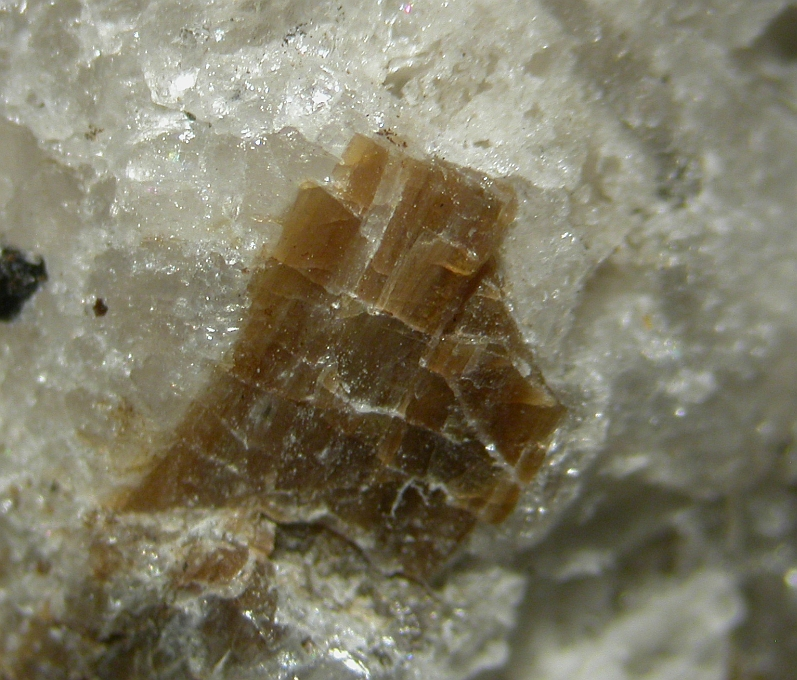
Tadzhikit-(Ce)

Eine der größten mineralogischen Attraktionen des Alkaligesteinsmassivs ist die weite Verbreitung von Ringsilikaten, insbesondere von solchen mit doppelten Silicium-Sauerstoff-Ringen. Vertreter der Silicate mit sechsfachen Silizium-Sauerstoff-Zwillingsringen sind Sogdianit, Dusmatovit, Darapiosit, Shibkovit und Sugilith. Von den Mineralen mit verzwillingten vierfachen Siliciumdioxidringen ist Turkestanit im Massiv relativ häufig. Mit der Entdeckung von Moskvinit-(Y) wurde die Liste der Ringsilicate um den ersten Vertreter der natürlichen Silicate mit verzwillingten dreigliedrigen Siliciumdioxidringen ergänzt.
Mit der um 2018 erfolgten Entdeckung der Minerale Greenockit und Otavit in Dara-i-Pioz wurde auch eine Cadmium-Mineralisation (mit zusätzlich cadmiumhaltigem Sphalerit und cadmiumhaltigem Cerussit) bekannt, welche die erste derartige Mineralisation in einem Alkaligesteinsmassiv darstellt. Sphalerit kann bis zu 3,65 Gew.-% Cd enthalten.
Zu den Typmineralen von Dara-i-Pioz gehören: Aleksandrovit, Arapovit, Baratovit, Berezanskit, Bulgakit, Byzantievit, Carbokentbrooksit, Darapiosit, Dusmatovit, Dutkevichit-(Ce), Faizievit, Fluorapophyllit-(Cs), Garmit, Gorbunovit, Kalyuzhnyit-(Ce), Kapitsait-(Y), Khvorovit, Kirchhoffit, Kreiterit, Kupletskit-(Cs), Laptevit-(Ce), Letnikovit-(Ce), Maleevit, Mendeleevit-(Ce), Mendeleevit-(Nd), Moskvinit-(Y), Nacareniobsit-(Y), Nalivkinit, Odigitriait, Orlovit, Pekovit, Rinkit-(Y), Senkevichit, Shibkovit, Sogdianit, Sokolovait, Tadzhikit-(Ce), Telyushenkoit, Tienshanit, Turkestanit, Yusupovit, Zeravshanit und Zirsilit-(Ce).

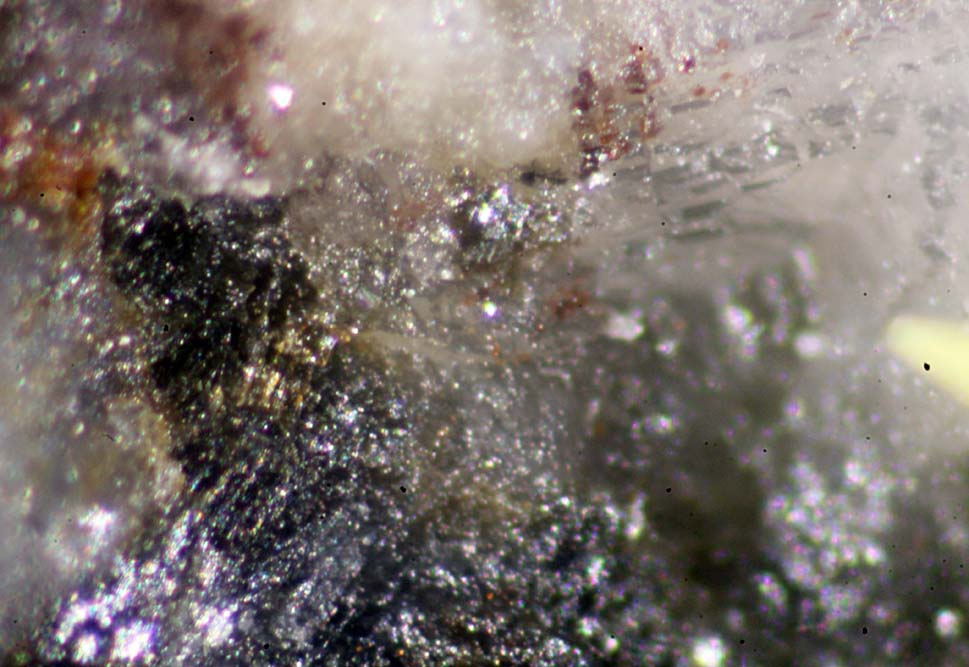
Grünlich graue Kristallaggregate des extrem seltenen Calcybeborosilit-(Y) von der weltweit einzigen Lokalität Dara-i-Pioz

Neben den Typmineralen von Dara-i-Pioz existieren noch zwei Phasen, die zwar ebenfalls zuerst in Dara-i-Pioz gefunden wurden, aber (noch) nicht von der IMA anerkannt sind. Dies betrifft einerseits Calcybeborosilit-(Y), ein fragwürdiges Glied der Gadolinit-Untergruppe, welches nach seiner Zusammensetzung aus Calcium, Beryllium, Bor und Silicium benannt und ohne Genehmigung der CNMNC der IMA veröffentlicht wurde. Eine zweite Phase, Mangano-Ferri-Fluoro-Leakeit, NaNa2(Mn2+2Fe3+2Li)[Si8O22]F2, ist ein Natrium-Amphibol, welcher zwar schon einen eigenen Namen besitzt, aber (noch) keine anerkannte Mineralart ist.
Die Typminerale von Dara-i-Pioz dokumentieren die ungewöhnliche geologische und geochemische Situation dieses Fundpunkts. Insgesamt enthalten 13 der Typminerale von Dara-i-Pioz Caesium als formelwirksamen Bestandteil. Bei 10 der Typminerale ist Bor ein formelwirksamer Bestandteil. Charakteristisch für diese Lagerstätte sind eine Vielzahl weiterer borhaltige Minerale wie Danburit und Datolith, aber auch Leukosphenit, Reedmergnerit, Stillwellit-(Ce) u. a. Insgesamt zeigt die Mineralogie des Fundpunktes Dara-i-Pioz eine bemerkenswerte Ähnlichkeit mit der der Alkaligesteinsmassive auf der russischen Halbinsel Kola (Chibinen, Lowosero-Tundra), von Illimaussaq in Kitaa auf Grönland und dem Mont Saint-Hilaire in Kanada.
In der folgenden Tabelle sind die Typminerale von Dara-i-Pioz zusammengestellt. Enthalten sind ihre von der International Mineralogical Association (IMA) bestätigten Formeln und Nummern, das Jahr und der Ort ihrer Erstveröffentlichung sowie eine Erklärung, worauf der ihnen gegebene Name beruht.

## Tabelle der Typminerale von Dara-i-Pioz
| Mineral              | IMA-Nr.             | IMA-Formel                                                                | Erstbeschreiber    | Jahr der Erstbeschreibung | Benennung zu Ehren von oder nach |
| -------------------- | ------------------- | ------------------------------------------------------------------------- | ------------------ | ------------------------- | --- |
| Aleksandrovit        | 2009-004            | KCa7Sn2Li3Si12O36F2                                                       | Pautov et al.      | 2010                      | Stanislaw Michailowitsch Alexandrow (russisch Станислав Михайлович Александров) (1932–2012)                                                                                          |
| Arapovit             | 2003-046            | (K1-x◻x)(Ca,Na)2U4+Si8O20 [x ≈ 0,5]                                       | Agakhanov et al.   | 2004                      | Juri Alexandrowitsch Arapow (russisch Юрий Александрович Арапов) (1907–1988) |
| Baratovit            | 1974-055            | KLi3Ca7Ti2(SiO3)12F2                                                      | Dusmatov et al.    | 1975                      | Rauf Baratowitsch Baratow (russisch Рауф Баратович Баратов) (1921–2013) |
| Berezanskit          | 1996-041            | KTi2Li3Si12O30                                                            | Pautov & Agakhanov | 1997                      | Anatoli Wladimirowitsch Beresanski (russisch Анатолий Владимирович Березанский) (* 1948)                                                                                             |
| Bulgakit             | 2014-041            | Li2(Ca,Na)Fe2+7Ti2(Si4O12)2O2(OH)4(O,F)(H2O)2                             | Agakhanov et al.   | 2016                      | Lew Wassiljewitsch Bulgak (russisch Лев Васильевич Булгак) (* 1955) |
| Byzantievit          | 2009-001            | Ba5(Ca,REE,Y)22(Ti,Nb)18(SiO4)4[(PO4),(SiO4)]4(BO3)9O22[(OH),F]43(H2O)1,5 | Pautov et al.      | 2011                      | dem Byzantinischen Reich |
| Carbokentbrooksit    | 2002-056            | (Na,◻)12(Na,Ce)3Ca6Mn3Zr3NbSi25O73(OH)3(CO3)·H2O                          | Khomyakov et al.   | 2003                      | dem Carbonat-Gehalt und der kristallchemischen Verwandtschaft mit Kentbrooksit |
| Darapiosit           | 1974-056            | KNa2Mn2(Li2ZnSi12)O30                                                     | Semenov et al.     | 1975                      | dem Alkaligesteinsmassiv Dara-i-Pioz |
| Dusmatovit           | 1994-010            | KK2Mn2(Zn2LiSi12)O30                                                      | Pautov et al.      | 1996                      | Wjatscheslaw Djurajewitsch Dusmatow (1936–2004) |
| Dutkevichit-(Ce)     | 2019-102            | NaZnBa2Ce2Ti2Si8O26F·H2O                                                  | Agakhanov et al.   | pending                   | ? |
| Faizievit            | 2006-037            | Li6K2Na(Ca6Na)Ti4(Si6O18)2(Si12O30)F2                                     | Agakhanov et al.   | 2007                      | Abdulchak Radschabowitsch Faisijew (russisch Абдулхак Раджабович Файзиев) (* 1938)                                                                                                   |
| Fluorapophyllit-(Cs) | 2018-108a           | CsCa4(Si8O20)F(H2O)8                                                      | Agakhanov et al.   | 2019                      | dem Caesium-Gehalt und der kristallchemischen Verwandtschaft mit Fluorapophyllit-(K)                                                                                                 |
| Garmit               | 2017-008            | CsLiMg2(Si4O10)F2                                                         | Pautov et al.      | 2022                      | dem Bezirk Gharm (früherer Name des Bezirks Rascht) in Tadschikistan |
| Gorbunovit           | 2017-040            | CsLi2(Ti,Fe)Si4O10(F,OH,O)2                                               | Agakhanov et al.   | pending                   | Nikolai Petrowitsch Gorbunow (russisch Николай Петрович Горбунов) (1892–1938) |
| Kalyuzhnyit-(Ce)     | 2022-133            | NaKCaSrCeTi(Si8O21)OF(H2O)3                                               | Agakhanov et al.   | pending                   | ? |
| Kapitsait-(Y)        | 1998-057            | NBa4Y2Si8B4O28F                                                           | Pautov et al.      | 2000                      | Pjotr Leonidowitsch Kapiza (russisch Пётр Леони́дович Капи́ца) (1894–1984) |
| Khvorovit            | 2014-050            | Pb4Ca2[Si8B2(SiB)O28]F                                                    | Pautov et al.      | 2015                      | Pawel Witaljewitsch Chworow (russisch Павел Витальевич Хворов) (* 1965) |
| Kirchhoffit          | 2009-094            | CsBSi2O6                                                                  | Agakhanov et al.   | 2012                      | Gustav Robert Kirchhoff (1824–1887) |
| Kreiterit            | 2019-041            | CsLi2Fe3+Si4O10F2                                                         | Agakhanov et al.   | pending                   | ? |
| Kupletskit-(Cs)      | 1970-009            | Cs2NaMn2+7Ti2(Si4O12)2O2(OH)4F                                            | Efimov et al.      | 1971                      | Ursprünglich „Caesium-Kupletskit“ als Caesium-dominantes Analogon zu Kupletskit. Umbenannt in Kupletskit-(Cs).                                                                       |
| Laptevit-(Ce)        | 2011-081            | NaFe2+(REE7Ca5Y3)(SiO4)4(Si3B2PO18)(BO3)F11                               | Agakhanov et al.   | 2013                      | Tatjana Michailowna Laptewa (russisch Татьяна Михайловна Лаптева) (1928–2011) |
| Letnikovit-(Ce)      | 2022-132            | (Na◻)Ca2Ce2[Si7O17(OH)]F4(H2O)4                                           | Agakhanov et al.   | pending                   | ? |
| Maleevit             | 2002-027            | BaB2Si2O8                                                                 | Pautov et al.      | 2004                      | Michail Naidenowitsch Maleew (bulgarisch Михаил Найденович Малеев) (* 1940) |
| Mendeleevit-(Ce)     | 2009-092            | Cs6(Ce,REE,Ca)30(Si70O175)(OH,F,H2O)35                                    | Pautov et al.      | 2013                      | Dmitri Iwanowitsch Mendelejew (russisch Дмитрий Иванович Менделеев) (1834–1907) und Ce als dominierendem SEE                                                                         |
| Mendeleevit-(Nd)     | 2015-031            | Cs6(Nd,REE,Ca)30(Si70O175)(OH,F,H2O)35                                    | Agakhanov et al.   | 2013                      | Neodym-dominantes Analogon von Mendeleevit-(Ce) |
| Moskvinit-(Y)        | 2002-031            | Na2KYSi6O15                                                               | Agakhanov et al.   | 2003                      | Alexander Wenjaminowitsch Moskwin (russisch Александр Вениаминович Москвин) (1897–1974)                                                                                              |
| Nacareniobsit-(Y)    | 2022-105            | Na3Ca3YNb(Si2O7)2OF3                                                      | Agakhanov et al.   | pending                   | dem Yttrium-Gehalt und der kristallchemischen Verwandtschaft mit Nacareniobsit-(Ce)                                                                                                  |
| Nalivkinit           | 2006-038            | Li2NaFe2+7Ti2(Si4O12)2O2(OH)4F(H2O)2                                      | Agakhanov et al.   | 2008                      | Dmitri Wassiljewitsch Naliwkin (russisch Дмитрий Васильевич Наливкин) (1889–1982) |
| Odigitriait          | 2015-028            | CsNa5Ca5[Si14B2O38]F2                                                     | Agakhanov et al.   | 2017                      | Oδηγήτρια (Sie, die den Weg zeigt; russisch Одигитрия = Den Weg weisen), was als Hinweis auf die extreme Fraktionierung zu verstehen ist                                             |
| Orlovit              | 2009-006            | KLi2Ti(Si4O10)(OF)                                                        | Agakhanov et al.   | 2011                      | Juri Leonidowitsch Orlow (russisch Юрий Леонидович Орлов) (1926–1980) |
| Pekovit              | 2003-035            | SrB2Si2O8                                                                 | Pautov et al.      | 2004                      | Igor Wiktorowitsch Pekow (russisch Игорь Викторович Пеков) (* 1967) |
| Rinkit-(Y)           | 2017-043            | Na2Ca4YTi(Si2O7)2OF3                                                      | Pautov et al.      | 2019                      | dem Yttrium-Gehalt und der kristallchemischen Verwandtschaft mit Rinkit-(Ce) |
| Senkevichit          | 2004-017            | CsNaKCa2TiOSi7O18(OH)                                                     | Agakhanov et al.   | 2005                      | Juri Alexandrowitsch Senkewitsch (russisch Юрий Александрович Сенкевич), (1937–2003)                                                                                                 |
| Shibkovit            | 1997-018            | K2Ca2(Zn3Si12)O30                                                         | Pautov et al.      | 1998                      | Viktor Sergejewitsch Schibkow (russisch Виктор Сергеевич Шибков) (1926–1992) und Nikolai Wiktorowitsch Schibkow (russisch Николай Викторович Шибков) (1951–1991)                     |
| Sogdianit            | 1971 s.p.           | KZr2Li3Si12O30                                                            | Dusmatov et al.    | 1968                      | Sogdien, einem vom 6. Jahrhundert v. Chr. bis zum 11. Jahrhundert existierenden Reich auf dem Territorium der heutigen Staaten Usbekistan, Tadschikistan, Kasachstan und Kirgisistan |
| Sokolovait           | 2004-012            | CsLi2AlSi4O10F2                                                           | Pautov et al.      | 2006                      | Elena Wadimowna Sokolowa (russisch Елена Вадимовна Соколова) (* 1953) |
| Tadzhikit-(Ce)       | 1969-042; s.p. 00-F | Ca4Ce3+2Ti◻(B4Si4O22)(OH)2                                                | Efimov et al.      | 1970                      | einer alternativen Schreibweise für „Tadschikistan“; der Suffix bezeichnet das vorherrschende SEE Ce                                                                                 |
| Telyushenkoit        | 2001-012            | CsNa6Be2Al3Si15O39F2                                                      | Agakhanov et al.   | 2003                      | Tamara Matwejewna Teljuschenko (russisch Тамара Матвеевна Телюшенко) (1930–1997) |
| Tienshanit           | 1967-028            | K(Na,K,◻)9Ca2Ba6Mn2+6Ti6B12Si36O114(O,OH,F)11                             | Dusmatov et al.    | 1967                      | Tian Shan |
| Turkestanit          | 1996-036            | (K,◻)(Ca,Na)2ThSi8O20·nH2O                                                | Pautov et al.      | 1997                      | Turkestankette |
| Yusupovit            | 2014-022            | Na2Zr(Si6O15)(H2O)3                                                       | Agakhanov et al.   | 2015                      | Rustam Gumirowitsch Jusupow (russisch Рустам Гумирович Юсупов) (* 1935) |
| Zeravshanit          | 2003-034            | Na2Cs4Zr3Si18O45·2H2O                                                     | Pautov et al.      | 2004                      | Serafschankette |
| Zirsilit-(Ce)        | 2002-057            | (Na,◻)12(Ce,Na)3Ca6Mn3Zr3NbSi25O73(OH)3(CO3)·H2O                          | Khomyakov et al.   | 2003                      | der Zusammensetzung mit Zirconium und Silicium sowie dem dominierenden SEE Cer |